# Canal Leuven-Dijle
El canal Leuven-Dijle (en neerlandès popularment Leuvense vaart o Mechelse Vaart) és un canal de Bèlgica que enllaça la ciutat de Lovaina amb Mechelen i l'Escalda. És una mica més llarg de 30 km i té cinc rescloses. Segueix la vall del riu Dijle.
La construcció va començar el 1750, després d'un decret de l'emperadriu Maria Teresa I d'Àustria. El canal no ha canviat gaire i les rescloses gairebé són les mateixes des de fa dos segles i mig. El 19 de març de 1997 el canal ha estat classificat com monument d'arqueologia industrial. Tot i que el govern de Flandes assaja de promoure els canals com a alternativa a les carreteres per al transport de mercaderies, el canal ja no té gaire importància econòmica. Els ponts mòbils s'estan modernitzant per a permetre d'engegar-los a distància des d'una torre de control central a Kampenhout. Nogensmenys, el trànsit de mercaderies hi coneix un cert renaixement. Des del 2003, una malteria establerta a Lovaina al marge del canal, va tornar a utilitzar el canal per al transport d'uns 5000 contenidors des de o cap al port d'Anvers. Això va permetre descongestionar una carretera i millorar les relacions amb els veïns, importunats pels nombrosos camions.

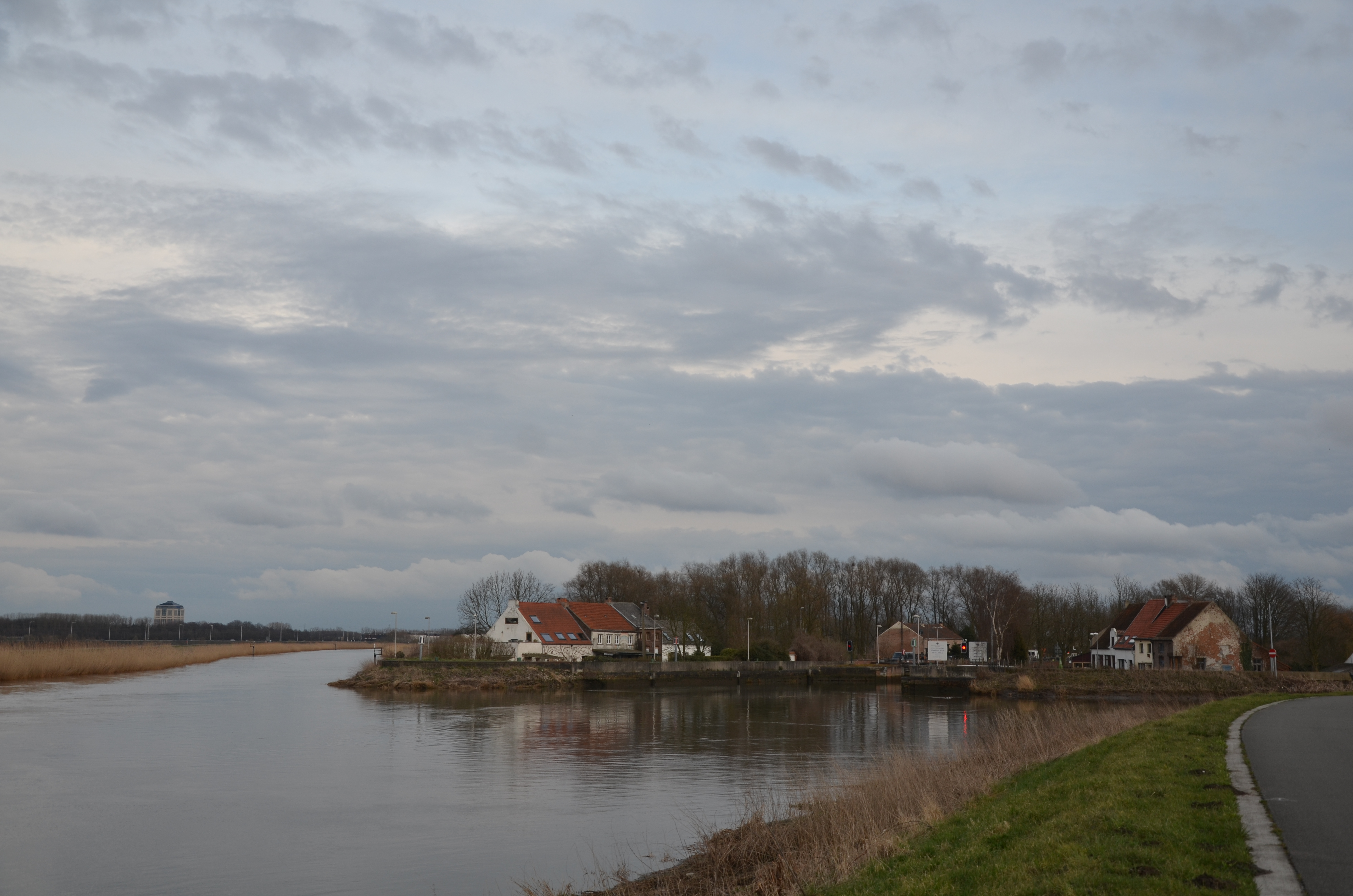
Desembocadura al Dijle al llogaret de Zennegat
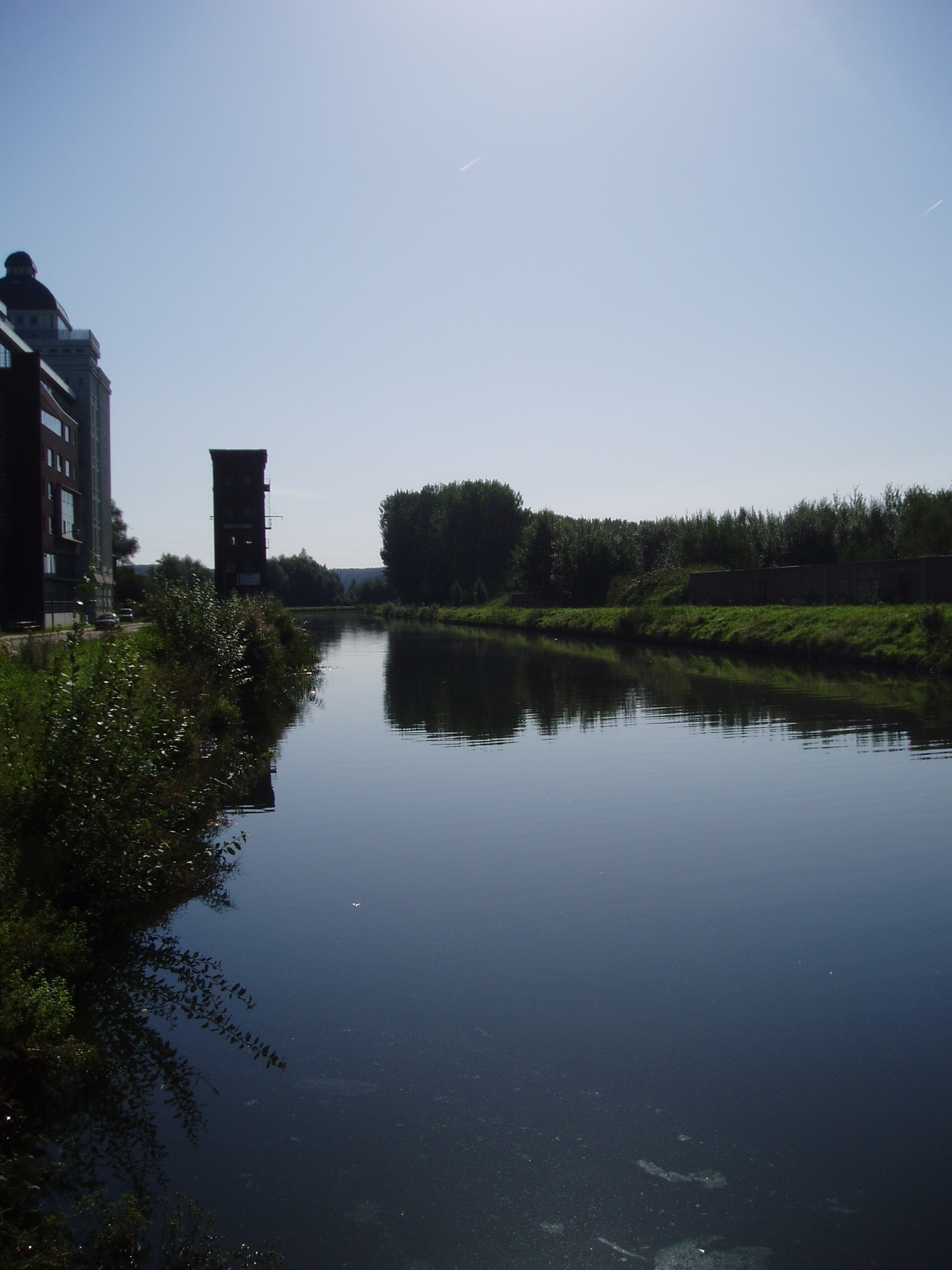
El canal prop la torre Remy a Wijgmaal.
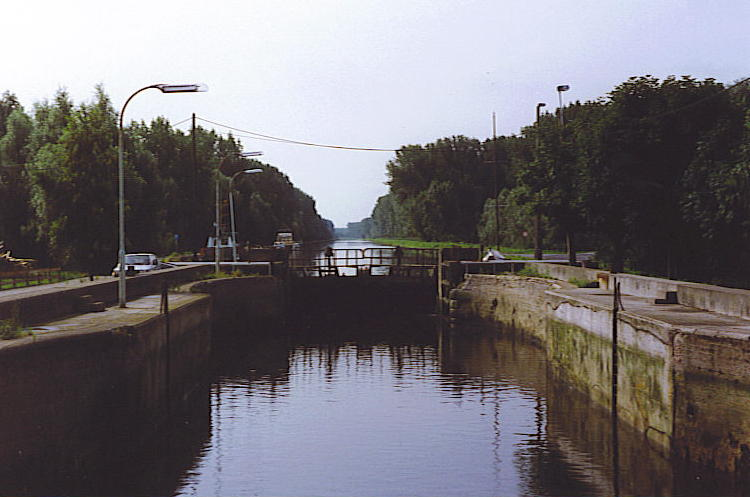
Resclosa al Zennegat
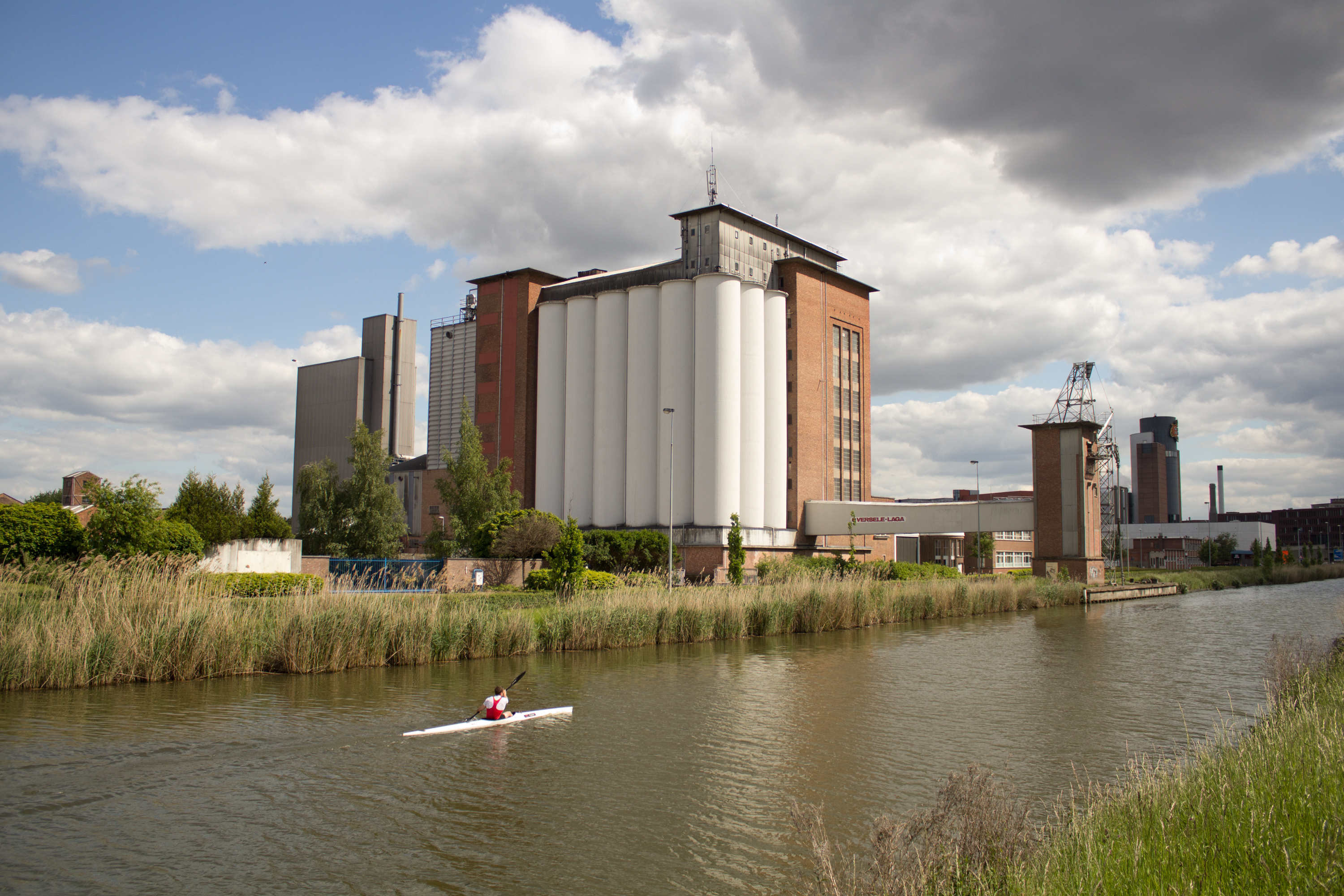
El canal a Wijgmaal
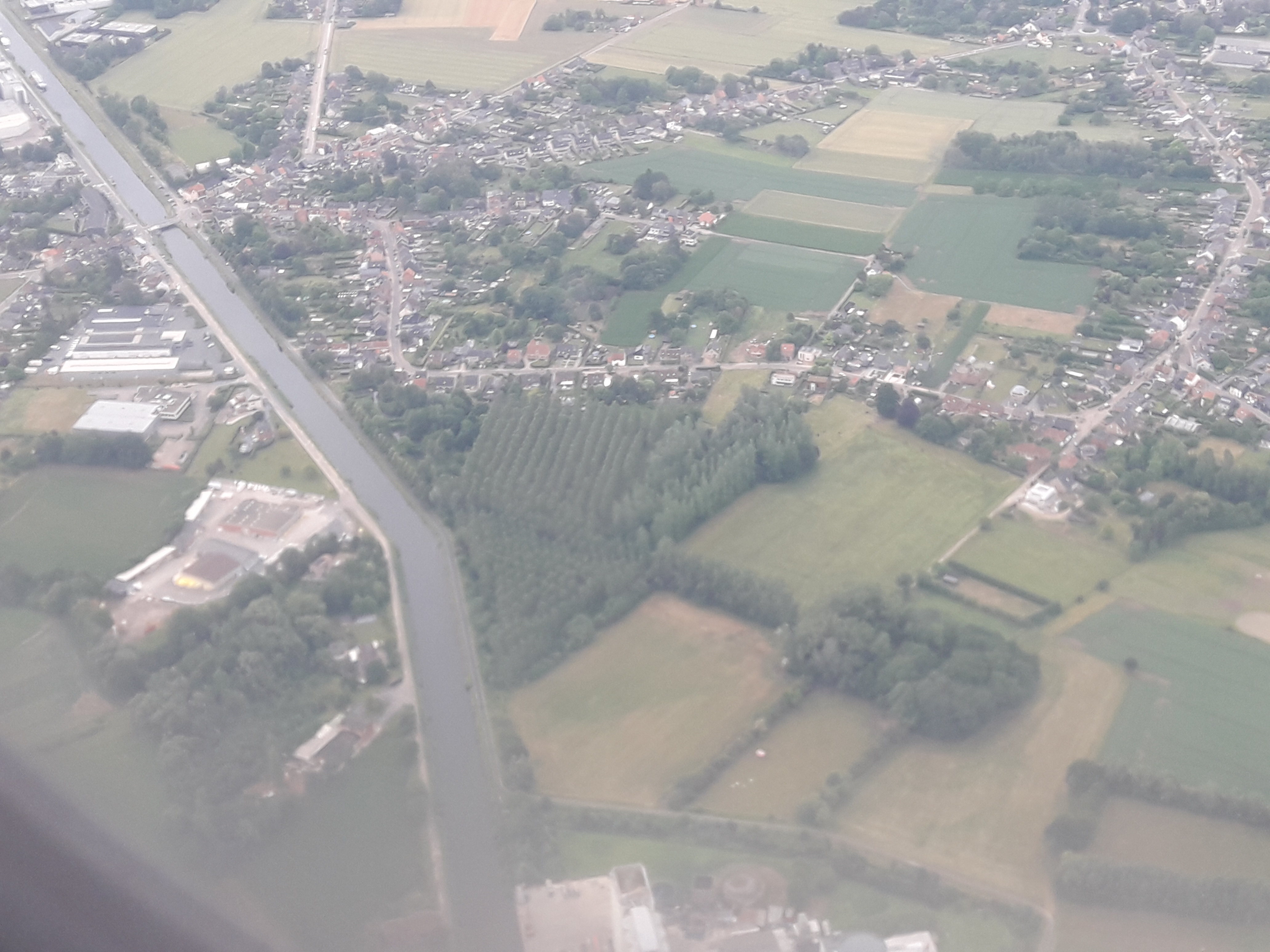
El canal entre Herent (dreta) in Wijgmaal (esquerra)

## Rescloses
El canal té cinc rescloses 
| Lloc           | Llargada × amplada (m) | desnivell (m)                                  |
| -------------- | ---------------------- | ---------------------------------------------- |
| Tildonk        | 52 × 7,75              | 2,26                                           |
| Kampenhout-Sas | 52 × 7,75              | 2,52                                           |
| Boortmeerbeek  | 52 × 7,75              | 3,10                                           |
| Battel         | 52 × 7,75              | 3,42                                           |
| Zennegat       | 52 × 7,75              | de 0 (per plenamar) fins a 4,80 (per baixamar) |